# Contea di Barkol
La contea autonoma di Barkol Kazakh (caratteri cinesi semplificati: 巴里坤哈萨克自治县; pinyin: Bālǐkūn Hāsàkèzú Zìzhìxiàn; uiguro: باركۆل قازاق
ئاپتونوم ناھىيىسى, Barköl Qazaq Aptonom Nahiyisi|Barkɵl K̡azak̡ Aptonom Nah̡iyisi, kazako: Баркөл Қазақ аутономиялық ауданы) è una parte della prefettura di Kumul in Xinjiang, Cina.
Copre un'area di 38 445,3 km².
A nord confina con la Mongolia, a sud con la città di Kumul e ad ovest con la Contea di Mori Kazakh della prefettura di Changji Hui. Divenne una contea autonoma il 1º ottobre 1954.
Barkol è famosa per l'allevamento di cammelli e cavalli. Il cavallo Barkol è famoso in tutta la Cina. Inoltre, a causa del gran numero di cammelli, la contea si è meritata il soprannome di "contea dei diecimila cammelli".

## Gruppi etnici a Barkol, censimento del 2000
| Etnia   | Popolazione | Percentuale |
| ------- | ----------- | ----------- |
| Han     | 55,169      | 64.18%      |
| Kazaki  | 29,236      | 34.01%      |
| Mongoli | 1,173       | 1.36%       |
| Hui     | 164         | 0.19%       |
| Uiguri  | 134         | 0.16%       |
| Manciù  | 26          | 0.03%       |
| Tatari  | 22          | 0.03%       |
| Russi   | 11          | 0.01%       |
| Yi      | 9           | 0.01%       |
| Altri   | 20          | 0.02%       |